# جشنواره فیلم کن ۲۰۰۲
پنجاه و پنجمین دوره جشنواره فیلم کن بین روزهای ۱۵ -۲۶ مه برگزار شد. در این دوره ۲۲ فیلم با هم به رقابت پرداختند که در نهایت فیلم 
پیانیست رومن پولانسکی با شکست دادن رقیبانی مثل فیلم ده عباس کیارستمی و بولینگ برای کلمباین مایکل مور برنده نخل طلا شود. در خارج از مسابقه نیز فیلم‌هایی مانند جنگ ستارگان اپیزود دوم: حمله کلون‌ها جرج لوکاس و پایان هالیوودی وودی آلن به نمایش درآمدند.

## هیئت داوران

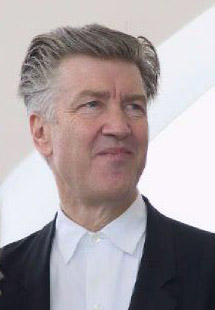
دیوید لینچ، رئیس هیئت داوران

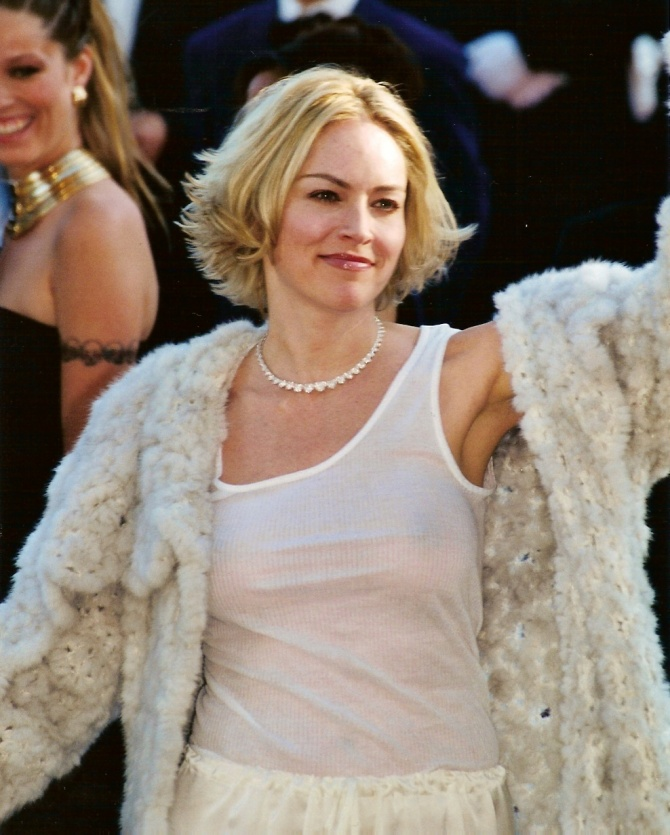
شارون استون، عضو هیئت

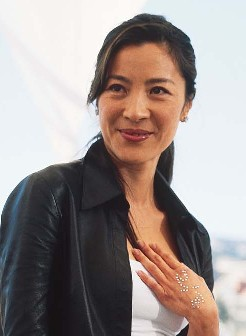
میشل یئو، عضو هیئت

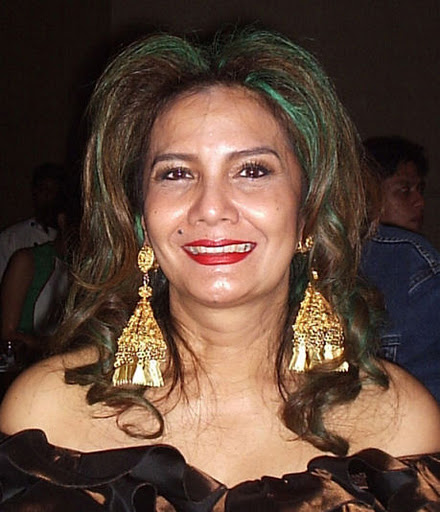
Christine Hakim، عضو هیئت

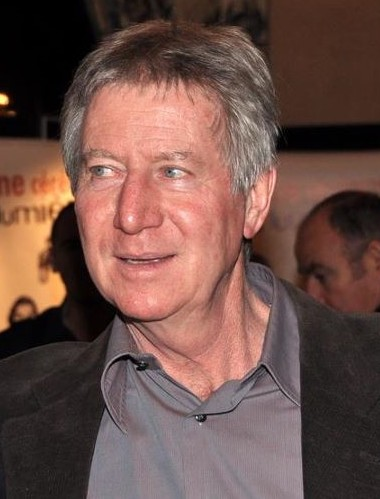
رژیس وارنیه، عضو هیئت

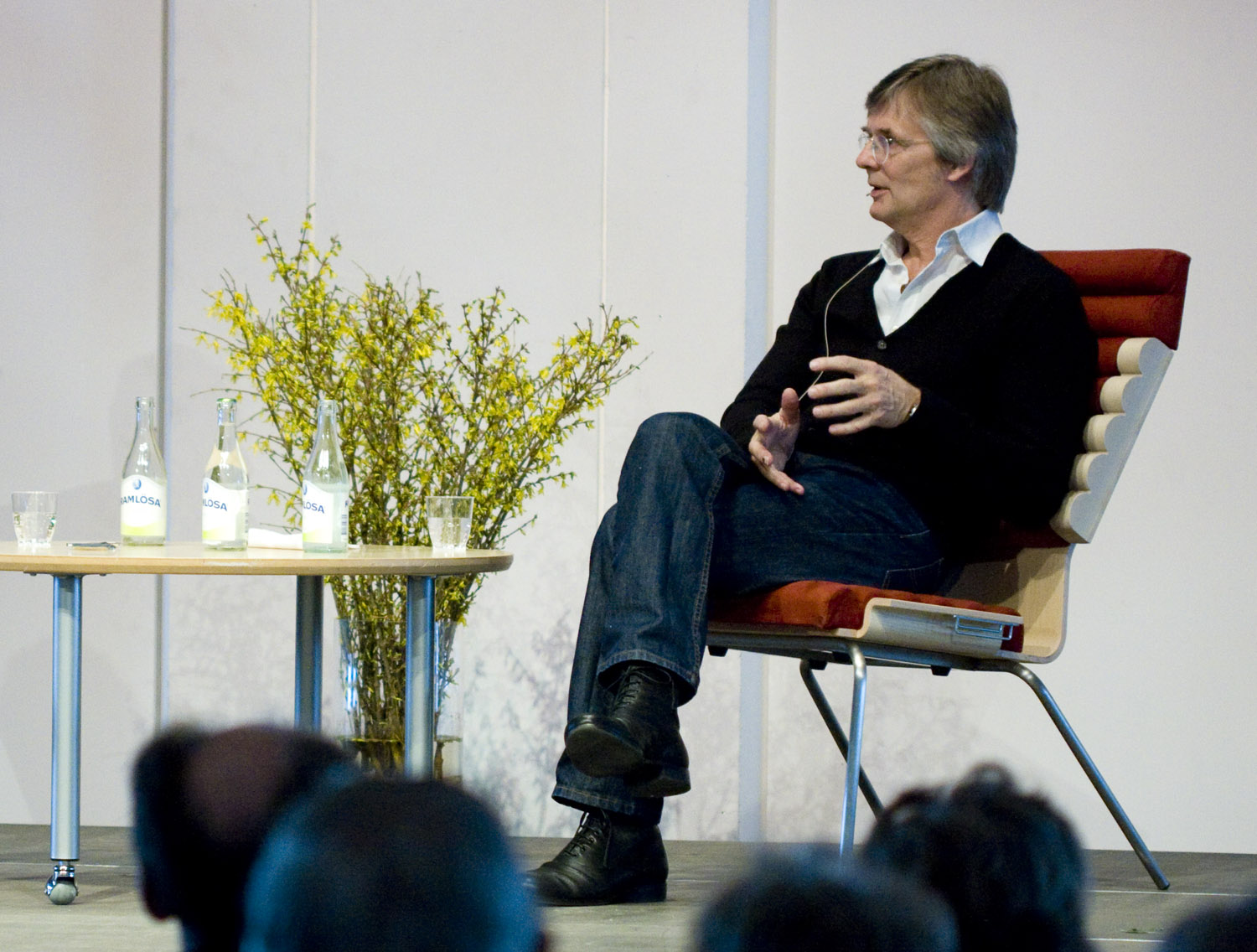
بیله آگوست، عضو هیئت

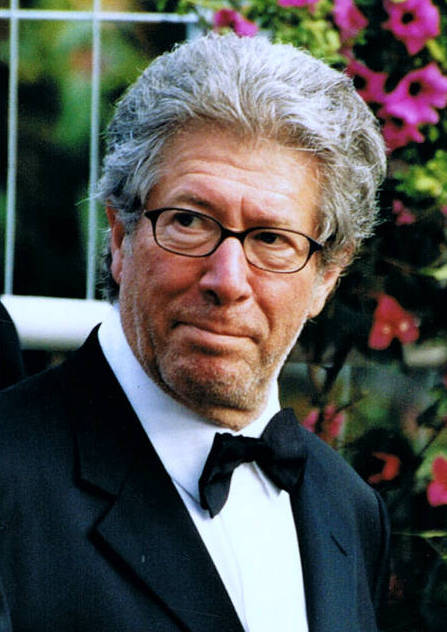
کلود میلر، عضو هیئت

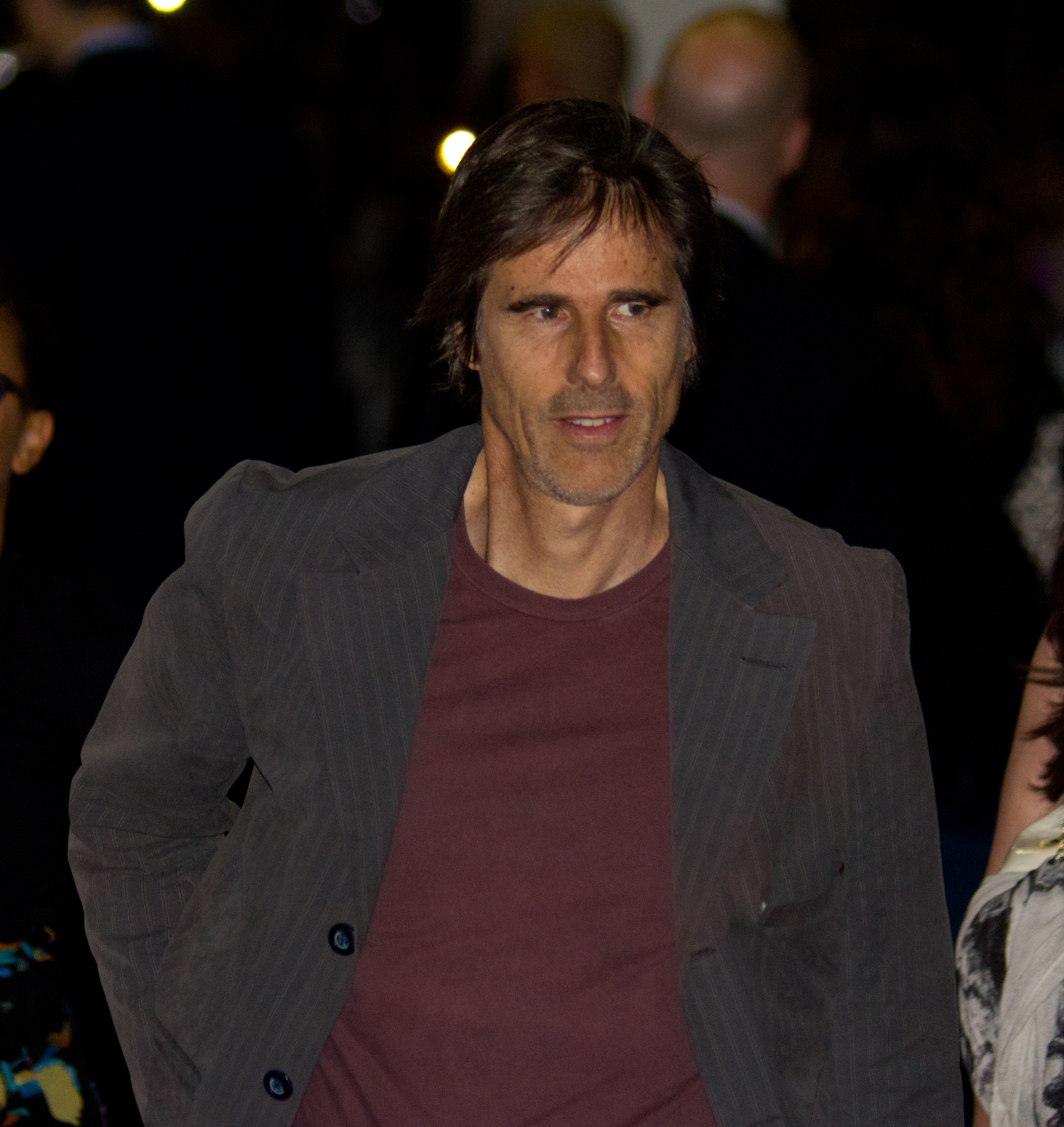
والتر سالس، عضو هیئت

- دیوید لینچ
- شارون استون
- میشل یئو
- Christine Hakim
- رژیس وارنیه
- بیله آگوست
- رائول روئیز
- کلود میلر
- والتر سالس

## مسابقه
فیلم‌های زیر برای بخش مسابقه انتخاب شده‌اند:
- 24 Hour Party People - مایکل وینترباتم
- درباره اشمیت - الکساندر پین
- همه یا هیچ - مایک لی
- بولینگ برای کلمباین - مایکل مور
- وسواسی (فیلم) - ایم کوان-تا
- عاشق دیوانه - الیویه آسایاس
- برگشت‌ناپذیر - گاسپر نوئه
- Kedma - عاموس گیتای
- L'Adversaire - نیکول گارسیا
- L'ora di religione - مارکو بلوکیو
- پسر - برادران داردن
- Marie-Jo et ses deux amours - روبر گدیگیان
- مرد بدون گذشته - آکی کوریسماکی
- اصل عدم قطعیت - مانوئل دی الیویرا
- عشق پریشان (فیلم) - پل توماس اندرسن
- Ren Xiao Yao - جیا ژانکو
- کشتی روسی - الکساندر سوکوروف
- عنکبوت - دیوید کراننبرگ
- Sweet Sixteen - کن لوچ
- ده - عباس کیارستمی
- پیانیست - رومن پولانسکی
- Yadon ilaheyya - ایلیا سلیمان

## خارج از مسابقه
- و هم اکنون ...خانم‌ها و آقایان - کلود للوش
- آرارات - آتوم اگویان
- Carlo Giuliani, ragazzo - فرانچسکا کومنچینی
- شهر خدا - فرناندو میرلس
- De l'autre côté - شانتال آکرمن
- دوداس - سانجای لیلا بانسالی
- بودن و داشتن - نیکلا فیلیبر
- زن اغواگر - برایان دی پالما
- Histoires de festival - Gilles Jacob
- پایان هالیوودی - وودی آلن
- Kagami no onnatachi - یوشیشیگه یوشیدا
- La dernière lettre - فردریک وایزمن
- قتل با اعداد - باربت شرودر
- Searching for Debra Winger - روزانا آرکت
- اسپیریت: اسب سیمارون - کلی اشبری, Lorna Cook
- جنگ ستارگان اپیزود دوم: حمله کلون‌ها - جرج لوکاس
- The Kid Stays in the Picture - برت مورگن, Nanette Burstein
- ۱۶ دسامبر (فیلم) - مانی شانکار

## برندگان
- نخل طلا: پیانیست - رومن پولانسکی
- جایزه بزرگ (جشنواره فیلم کن): مرد بدون گذشته - آکی کوریسماکی
- جایزه هیئت داوران جشنواره فیلم کن: Yadon ilaheyya - ایلیا سلیمان
- جایزه بهترین بازیگر مرد جشنواره فیلم کن: الیویه گورمه برای پسر
- جایزه بهترین بازیگر زن جشنواره فیلم کن: کاتی اوتینن برای مرد بدون گذشته
- جایزه بهترین کارگردان جشنواره فیلم کن:
  - ایم کوان-تا برای وسواسی (فیلم)
  - پل توماس اندرسن برای عشق پریشان (فیلم)
- نخل طلایی فیلم کوتاه: Eso Utan - Péter Mészáros
- جایزه بهترین فیلم‌نامه جشنواره فیلم کن: Sweet Sixteen - Paul Laverty
- ۵۵ جایزه سالگرد: بولینگ برای کلمباین - مایکل مور
- دوربین زرین: کنار دریا - ژولی لوپ-کوروال